# Togari, l'épée de justice
 (signalé en mai 2025).
Si vous disposez d'ouvrages ou d'articles de référence ou si vous connaissez des sites web de qualité traitant du thème abordé ici, merci de compléter l'article en donnant les références utiles à sa vérifiabilité et en les liant à la section « Notes et références ».
- Archive Wikiwix
- Bing
- Cairn
- DuckDuckGo
- E. Universalis
- Gallica
- Google
- G. Books
- G. News
- G. Scholar
- Persée
- Qwant
- (zh) Baidu
- (ru) Yandex
- (wd) trouver des œuvres sur Wikidata

Togari, l'épée de justice (トガリ, togari) est un manga en 8 volumes de Yoshinori Natsume. Publié en français aux éditions Delcourt. Huit volumes, série complète.

## Synopsis
Tôbe avait seize ans quand, dans les années 1600, il a été exécuté pour avoir assassiné plusieurs centaines de personnes.

Il vient de passer plus de trois cents ans en enfer, sans jamais cesser d'essayer de s'évader, rendant la vie dure aux démons chargés de le punir, le dernier en date étant Osse.

Devant cet acharnement, le seigneur Emma propose à Tôbe un marché: il va devoir récupérer 108 crimes dans un délai de 108 jours pour effacer les siens et retrouver sa liberté. Pour cela il se voit confier Togari, une épée en bois sacrée capable de détruire le mal. Cependant, considéré comme un criminel, il ne peut frapper quelqu'un, aussi mauvaise que soit cette personne. Il ne peut que frapper les 'toga', entités maléfiques invisibles pour le commun des mortels qui guident et aident les humains mauvais, bien que celles-ci soient en réalité créées par le même humain qu'elles aident.

Renvoyé à notre époque, Tôbe commence sa bataille pour sa liberté et son repentir.

## Suite ou fin?
Au long des 7 premiers volumes l'histoire se développe et s'arrête brutalement à la fin du volume 8, On pourrait penser qu'il y a une suite, mais il n'y en a pas ; la série n'ayant pas eu le succès escompté par son éditeur. C'est pourquoi le volume 8 est le dernier et son contenu semble un peu baclé mais aussi toute l'histoire s'accélère par rapport aux autres volumes.
La suite de cette série est intitulée "Togari Shiro" parue en prépublication au Japon en octobre 2009.